# Oryzeae
Tribu
Les Oryzeae sont une tribu de plantes monocotylédones de la famille des Poaceae. 
Cette tribu est subdivisée en deux sous-tribus (Oryzinae et Zizaniinae) qui regroupent 11 genres, parmi lesquels figurent notamment le  riz cultivé (Oryza) et le riz sauvage (Zizania).

## Liste des sous-tribus, genres et espèces
Selon NCBI (12 juin 2016) :
- sous-tribu Oryzinae
  - genre Leersia
    - Leersia hexandra
    - Leersia japonica
    - Leersia oryzoides
    - Leersia perrieri
    - Leersia sayanuka
    - Leersia tisserantii
    - Leersia virginica

  - genre Oryza
    - Oryza alta
    - Oryza australiensis
    - Oryza barthii
    - Oryza brachyantha
    - Oryza coarctata
    - Oryza eichingeri
    - Oryza glaberrima
    - Oryza glaberrima x Oryza sativa
    - Oryza glumipatula
    - Oryza grandiglumis
    - Oryza granulata
    - Oryza latifolia
    - Oryza longiglumis
    - Oryza longistaminata
    - Oryza malampuzhaensis
    - Oryza meridionalis
    - Oryza meyeriana
    - Oryza minuta
    - Oryza neocaledonica
    - Oryza nivara
    - Oryza nivara x Oryza rufipogon
    - Oryza nivara x Oryza sativa
    - Oryza officinalis
    - Oryza perennis
    - Oryza punctata
    - Oryza rhizomatis
    - Oryza ridleyi
    - Oryza rufipogon
    - Oryza rufipogon x Oryza sativa
    - Oryza rufipogon x Oryza sativa Japonica Group
    - Oryza sativa
    - Oryza sativa (Indica Group) x Oryza nivara
    - Oryza sativa (Japonica Group) x Oryza rufipogon
    - Oryza sativa x Oryza glaberrima
    - Oryza sativa x Oryza longistaminata
    - Oryza schlechteri
- sous-tribu Zizaniinae
  - genre Chikusichloa
    - Chikusichloa aquatica
    - Chikusichloa mutica

  - genre Hygroryza
    - Hygroryza aristata

  - genre Luziola
    - Luziola fluitans
    - Luziola peruviana

  - genre Maltebrunia
    - Maltebrunia letestui

  - genre Potamophila
    - Potamophila parviflora

  - genre Prosphytochloa
    - Prosphytochloa prehensilis

  - genre Rhynchoryza
    - Rhynchoryza subulata

  - genre Zizania
    - Zizania aquatica
    - Zizania latifolia
    - Zizania palustris
    - Zizania texana

  - genre Zizaniopsis
    - Zizaniopsis miliacea
    - Zizaniopsis villanensis

## Liste des genres
Selon Tropicos (12 juin 2016) (Attention liste brute contenant possiblement des synonymes) :
- Chikusichloinae Honda
- Chikusichloinae Ohwi
- Hygroryzinae S.L. Chen